# Бернард Ентоні Гарріс
Бернард Ентоні Гарріс (англ. Bernard Anthony Harris) — астронавт НАСА. Здійснив два космічні польоти на шаттлах: STS-55 (1993, «Колумбія») і STS-63 (1995, «Діскавері»), лікар.

## Освіта
- У 1974 році закінчив середню школу імені Сема Х'юстона в місті Сан-Антоніо, Техас.
- У 1978 році отримав ступінь бакалавра наук в області біології в Університеті Х'юстона.
- У 1982 році отримав звання доктора наук медицини в «Медичному науковому Центрі здоров'я» при Техаському університеті.
- У 1985 році Гарріс закінчив ординатуру по внутрішній медицині в клініці «Майо». Крім того, в 1987 році, пройшов стажування в «Національному дослідницькому Центрі» НАСА, отримуючи стипендію від Національної Ради.
- У 1988 році отримав спеціальність льотного хірурга в Аерокосмічній школі медицини, на авіабазі «Брукс», біля міста Сан-Антоніо, в штаті Техас.
- У 1996 році доктор наук Гарріс отримав ступінь магістра в галузі біомедицини на медичному факультеті Техаського університету в Галвестоні.

## До НАСА
Після закінчення навчання в Центрі НАСА, він перевівся в Космічний Центр імені Джонсона, в Х'юстоні, штат Техас, де став готуватися стати вченим і хірургом в польоті, для клінічних досліджень адаптації організму до невагомості і виробленні контрзаходів у тривалих космічних польотах.

## Підготовка до космічних польотів
У січні 1990 року був зарахований до загону НАСА у складі тринадцятого набору, кандидатом в астронавти. Став проходити навчання за курсом загальнокосмічної підготовки. Після закінчення курсу, у липні 1991 року отримав кваліфікацію «спеціаліст польоту» і призначення в Офіс астронавтів НАСА. У НАСА брав участь у проектуванні та будівництві космічних роверів.

## Польоти в космос
- Перший політ — STS-55, шаттл «Колумбія». З 26 квітня по 6 травня 1993 як фахівець польоту. Екіпаж ставив наукові експерименти в багаторазовій космічній лабораторії «Спейслаб». Місія була оплачена Німеччиною. Астронавти провели 89 основних експериментів за напрямками: матеріалознавство, біологія, робототехніка, астрономія і фотографування Землі. Астронавти благополучно приземлилися на авіабазі Едвардс. Тривалість польоту склала 9 діб 23 години 40 хвилин.
- Другий політ — STS-63, шаттл «Діскавері». З 3 по 11 лютого 1995 як фахівець польоту. Астронавт Коллінз запросила учасниць групи «Меркурій 13» бути присутніми на її першому старті в космос — старті жінки-пілота. Основна мета польоту — відпрацювання маневру зближення зі станцією «Мир» (6 лютого 1995) до відстані 11 метрів (у 19:23:20). Один з проведених в ході польоту експериментів — ODERACS-II Гарріс і Фоул тестували нові матеріали в скафандрах для захисту астронавтів під час виходу у відкритий космос від холоду, але Центр управління перервав цей вихід після того, як астронавти повідомили, що в скафандрах і в своїх костюмах їм дуже холодно. Під час польоту виконав один вихід у відкритий космос: 09.02.1995 — тривалістю 4 години 39 хвилин. Тривалість польоту склала 8 діб 6 годин 30 хвилин.